# Premis Grammy Llatins
Els Premis Grammy Llatins (oficialment en anglès, Latin Grammy Awards) són un guardó que atorga l'Acadèmia Llatina de la Gravació (Latin Recording Academy) en reconeixement de l'excel·lència artística i tècnica, en la indústria de la música llatinoamericana. El Grammy Llatins reconeixen obres enregistrades en castellà o portuguès d'arreu del món que s'han estrenat a Iberoamèrica. Iberoamèrica, tal com la defineix l'Acadèmia Llatina de la Gravació, engloba l'Amèrica Llatina, Espanya, Portugal i la comunitat llatina del Canadà i els Estats Units. Les presentacions de productes registrats en llengües, dialectes o expressions idiomàtiques reconegudes a Iberoamèrica, com ara el català, el basc, el gallec, el valencià, el nàhuatl, el guaraní, el quítxua o el maia podran ser acceptades per majoria de vots. Tant els premis Grammy habituals com els premis Grammy Llatins tenen processos de nominació i votació similars, en què les seleccions són decidides per companys de la indústria de la música llatina.
La primera cerimònia anual dels Grammy Llatins es va celebrar al Staples Center de Los Angeles el 13 de setembre de 2000. Transmesa per CBS, aquesta primera cerimònia es va convertir en el primer programa en horari de màxima audiència principalment en castellà que es va emetre en una cadena de televisió estatunidenca en anglès. La 24a edició dels Premis Grammy Llatins se celebrarà el 16 de novembre de 2023 al Centre de Conferències i Exposicions Fibes de Sevilla (Espanya).
Des de 2005, els premis s'han emès als Estats Units per Univision. El 2013, 9,8 milions de persones van veure els premis Grammy Llatins a Univision, la qual cosa va convertir el canal en una de les tres principals xarxes de la nit als Estats Units.

## Categories
Igual que els premis Grammy, hi ha un camp general que consta de quatre categories de premis sense gènere:
- Disc de l'any: s'atorga a l'intèrpret i a l'equip de producció d'una única cançó.
- Àlbum de l'any: s'atorga a l'intèrpret i a l'equip de producció d'un àlbum complet.
- Cançó de l'any: s'atorga als escriptors/compositors d'una única cançó.
- Millor artista nou: s'atorga a un artista sense fer referència a una cançó o àlbum.

La resta de camps són específics per gènere. També s'atorguen premis especials no competitius per a contribucions més duradores a la indústria de la música llatina.